# Aïssa Laïdouni
Aïssa Bilal Laïdouni (arabisch عيسى العيدوني, DMG ʿĪsā al-ʿĪdūnī; * 13. Dezember 1996 in Montfermeil, Frankreich) ist ein tunesisch-französischer Fußballspieler, der beim Al-Wakrah SC unter Vertrag steht.

## Karriere

### Verein
Laïdouni startete seine Karriere in Frankreich in der Jugend von SCO Angers, wo er zur Saison 2016/17 von der U19 in die zweite Mannschaft vorrückte, für die er bereits seit 2014 parallel gespielt hatte. Er wurde für die komplette Spielzeit zu VF Les Herbiers verliehen. Nach seiner Rückkehr wechselte er ebenfalls auf Leihbasis zum FC Chambly, für den er den Rest der Spielzeit verbrachte. Zur Runde 2018/19 wechselte er nach Rumänien zum FC Voluntari. Ab August 2020 stand er bei Ferencváros Budapest unter Vertrag. Mit den Budapestern wurde er zweimal Meister und einmal Pokalsieger. Im Januar 2023 wechselte Laïdouni zum 1. FC Union Berlin in die Bundesliga. Im Juli 2024 wechselte er nach Katar zum Al-Wakrah SC.

### Nationalmannschaft
Seinen ersten bekannten Einsatz für die tunesische A-Nationalmannschaft hatte Laïdouni am 25. März 2021, beim 5:2-Sieg über Libyen während der Qualifikation für den Afrika-Cup 2022. Nach weiteren Qualifikations- und Freundschaftsspielen war er auch bei der Endrunde des Afrika-Cups dabei und kam in jeder Partie seiner Mannschaft zum Einsatz.

## Privat
Laïdouni ist der Sohn eines algerischen Vaters und einer tunesischen Mutter. Er ist Staatsbürger dreier Nationen: Frankreich, Tunesien und Algerien.